# Domty
Arabian Food Industries Company, kallas Domty, är ett egyptiskt företag inom bageri- och mejerinäringen. Det tillverkar bland annat bröd, juice, konsumtionsmjölk och ost. Domty säljer sina produkter i 35 länder på fyra kontinenter världen över.

## Historik
Företaget grundades 1990 som ett ysteri i syfte att tillverka mozzarella och vitost. År 2007 började Domty samarbeta med schweiziska Tetra Pak och därmed inledde företaget försäljning av sina produkter utanför Egypten, första anhalt var till andra länder i Mellanöstern. I mars 2016 blev företaget börsnoterat och aktierna blev listad på Egyptian Exchange (EGX). Två år senare började Domty bredda sin verksamhet och gav sig in i bagerinäringen.
Den 16 oktober 2024 meddelade den danska mejerikooperativet Arla Foods att man hade för avsikt att köpa en majoritetsaktiepost i Domty för nästan 8,9 miljarder egyptiska pund. Arla offentliggjorde samtidigt att Domty skulle bli avnoterad från Egyptian Exchange efter att affären skulle bli officiellt genomförd.